# Cinema da Ásia

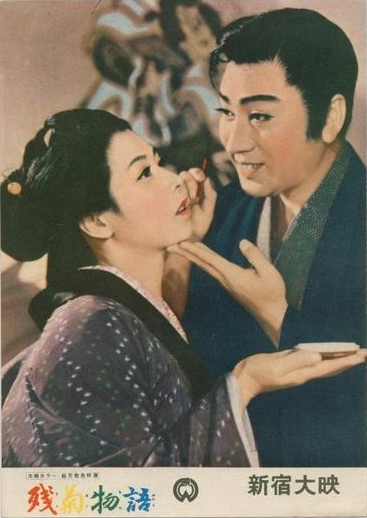
Cartaz do filme de 1956 para o filme japonês de 1956 (Zangiku monogatari) com Kazuo Hasegawa (à direita) e Chikage Awashima

Cinema da Ásia é uma referência à indústria cinematográfica e aos filmes produzidos no continente asiático, sendo conhecido também por "Cinema do Leste". Entretanto, o termo é normalmente usado para se referir ao cinema produzido nas partes sudeste, sul e leste do continente, pois o cinema produzido no oeste da Ásia é, algumas vezes, classificado como cinema do Oriente Médio, incluindo-se o Irã e o Afeganistão. O cinema realizado na parte central do continente é normalmente agrupado com o cinema do Oriente Médio e, os filmes produzidos no norte da Ásia, território dominado pela Rússia, são considerados filmes europeus e, assim, fazem parte da indústria cinematográfica daquele continente.
O cinema do leste asiático abrange o Japão, a China, Hong Kong, Taiwan e Coreia do Sul, incluindo-se a indústria japonesa de anime e a de filmes de ação de Hong Kong. O cinema do sudeste asiático inclui o Camboja, a Tailândia e outros países da região sudeste da Ásia. Já o cinema produzido na parte central do continente e na região sudeste do Cáucaso abrange o Irã e o Tadjiquistão. O cinema do oeste asiático abrange, normalmente, as obras realizadas na Turquia e em Israel. Finalmente, o cinema do sul asiático abrange o cinema da Índia, o qual inclui as indústrias cinematográficas de Bollywood, Tegulo, Tâmil, Malaiala, canaresa e Bengali.

## História

### Precursores do filme
Encontrou-se, em Shahr-i Sokhta, Irã, uma tigela feita de barro de 5200 anos, trazendo cinco imagens pintadas de uma cabra em sua parte externa. Acredita-se que este item é um exemplo de animação feita naquela época.
Mo-Ti, um filósofo chinês, o qual viveu por volta de 500 a.C., discorreu sobre fenomenologia) da luz invertida vinda do mundo externo irradiada, através de um pequeno orifício, na parede oposta em um quarto escuro. O teatro de sombras surgiu durante a Dinastia Han e, depois, ganhou popularidade pela Ásia. Por volta do ano 180 d.C., Ting Huan (丁緩)  criou um zootropo na China.
Em 1051, Alhazen, um cientista iraquiano, experimentou o mesmo princípio ótico descrito por Mo-Ti e relatou os resultados em seu livro Book of Optics, o qual forneceu a primeira descrição clara e análise correta da câmara escura. Seu experimento com lâmpada a óleo, em que várias fontes de luz diferentes são dispostas ao longo da uma grande área foi o primeiro a projetar com sucesso uma imagem inteira do exterior para uma tela em um ambiente interno com a câmera escura. .

### Era do cinema mudo
Os primeiros filmes de curta-metragem da Ásia foram produzidos durante os anos de 1890. Os primeiros curtas produzidos no Japão foram Bake Jizo e Shinin no Sosei, ambos de 1898. O primeiro curta-metragem indiano também foi produzido em 1898, The Flower of Persia, dirigido por Hiralal Sen.